# Zielony Lasek (Banie Mazurskie)
Zielony Lasek (polnisch Grünwalde) ist ein kleiner Ort in der polnischen Woiwodschaft Ermland-Masuren und gehört zur Landgemeinde Banie Mazurskie (Benkheim) im Powiat Gołdapski (Kreis Goldap).

## Geographische Lage
Zielony Lasek liegt im Nordosten der Woiwodschaft Ermland-Masuren, 17 Kilometer östlich der alten Kreisstadt Angerburg (polnisch Węgorzewo) und 22 Kilometer südwestlich der jetzigen Kreishauptstadt Gołdap (Goldap).

## Geschichte
Der kleine Ort, vor 1871 noch Grunwalde genannt, wurde 1824 gegründet. Vor 1945 bestand er in der Hauptsache lediglich aus einem Hof mittlerer Größe. In der Zeit war er auch nicht selbständig, sondern galt als Wohnplatz der Gemeinde Polnisch Dombrowken (1904 bis 1945 Talheim, polnisch Dąbrówka Polska) und gehörte somit zum Amtsbezirk Benkheim im Kreis Angerburg im Regierungsbezirk Gumbinnen der preußischen Provinz Ostpreußen.
1945 kam Grünwalde in Kriegsfolge zusammen mit dem gesamten südlichen Ostpreußen zu Polen und trägt seither die polnische Namensform „Zielony Lasek“. Der Ort ist heute eine kleine Ortschaft im Verbund der Landgemeinde Banie Mazurskie im Powiat Gołdapski, vor 1998 zur Woiwodschaft Suwałki, seitdem zur Woiwodschaft Ermland-Masuren zugehörig.

## Kirche
Vor 1945 war Grünwalde in das Kirchspiel der evangelischen Kirche in Benkheim (polnisch Banie Mazurskie) im Kirchenkreis Angerburg in der Kirchenprovinz Ostpreußen der Kirche der Altpreußischen Union bzw. in die katholische Pfarrei in Angerburg im Bistum Ermland eingegliedert. Seit 1945 gehört Zielony Lasek zur katholischen Pfarrei in Banie Mazurskie im Dekanat Gołdap im Bistum Ełk (Lyck) der Römisch-katholischen Kirche in Polen bzw. zur evangelischen Kirche in Gołdap, einer Filialkirche von Suwałki in der Diözese Masuren der Evangelisch-Augsburgischen Kirche in Polen.

## Verkehr
Zielony Lasek liegt an einer Nebenstraße, die westlich von Banie Mazurskie (Benkheim) von der polnischen Woiwodschaftsstraße DW 650 (einstige deutsche Reichsstraße 136) abzweigt und über Dąbrówka Polska (Polnisch Dombrowken, 1904 bis 1945 Talheim) nach Grodzisko (Grodzisko, 1925 bis 1938 Schloßberg, 1938 bis 1945 Heidenberg) und weiter bis zum Borkener Forst (auch: Borker Heide, polnisch Puszcza Borecka) führt. Eine Bahnanbindung besteht nicht.